# Općevac
Općevac is een plaats in de gemeente Čazma in de Kroatische provincie Bjelovar-Bilogora. De plaats telt 129 inwoners (2001).